# Jacaraú (ort)
Jacaraú är en ort i Brasilien.   Den ligger i kommunen Jacaraú och delstaten Paraíba, i den östra delen av landet, 1 700 km nordost om huvudstaden Brasília. Jacaraú ligger 173 meter över havet och antalet invånare är 7 035.
Terrängen runt Jacaraú är huvudsakligen platt, men åt sydost är den kuperad. Jacaraú ligger uppe på en höjd. Närmaste större samhälle är Montanhas, 14,0 km norr om Jacaraú.
Omgivningarna runt Jacaraú är huvudsakligen savann. Runt Jacaraú är det ganska glesbefolkat, med 47 invånare per kvadratkilometer.